# V Coronae Borealis
V Coronae Borealis är en pulserande variabel av Mira Ceti-typ i stjärnbilden Norra kronan. 
Stjärnan har magnitud +6,9 och når i förmörkelsefasen ner till +12,6 med en period på 357,63 dygn. 